# John Cotton
John Cotton (Derby, 4 dicembre 1585 – Boston, 23 dicembre 1652) è stato un predicatore inglese.
Fu coinvolto in numerose dispute teologiche nella colonia inglese di Massachusetts Bay. Considerato il padre del Congregazionalismo in America, le sue opere sono state a lungo usate come testi di catechesi.
Unì in un unico codice tutte le leggi della colonia e il suo lavoro fu la base del sistema legale di New Haven.

## Biografia
John Cotton nacque a Derby, in Inghilterra. Figlio di un avvocato, fu educato a Cambridge al Trinity College, allora sede dei Puritani non conformisti. Dopo la fine degli studi, vi rimase a insegnare, diventando decano.
Nel 1612, dopo essersi convertito al non-conformismo, divenne pastore di una chiesa nel Lincolnshire: nei suoi ventun anni di servizio pastorale mosse forti critiche al clero inglese, chiedendo a gran voce più controllo nel governo delle parrocchie da parte dei pastori. Nel 1632 il clero inglese tentò di condurlo a più miti consigli. Cotton non volle sentire ragioni e, lasciando il suo incarico, si imbarcò per Boston insieme alla famiglia.
Giunto in America, rivestì ancora l'ufficio di pastore, partecipando alla disputa tra coloro che credevano nelle opere come fonte della salvezza e quelli che credevano che la salvezza fosse frutto della pura fede, capeggiati da una colona, Anne Hutchinson. Cotton all'inizio difese la donna ma, quando montò l'accusa di eresia contro di lei, non esitò a chiederne l'esilio dalla colonia.
Cotton sosteneva la necessità di un controllo sulle questioni civili e religiose da parte di pubblici ufficiali. Ciò lo portò a un acceso scontro con Roger Williams, che asseriva invece che lo Stato non dovesse avere voce nelle questioni religiose.
Morì nel 1652 e fu sepolto a Boston.